# Eva Bowring

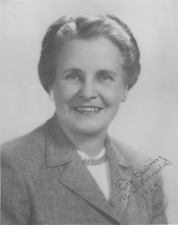
Eva Bowring

Eva Kelly "Eve" Bowring, född 9 januari 1892 i Nevada, Missouri, död 8 januari 1985 i Gordon, Nebraska, var en amerikansk republikansk politiker. Hon representerade delstaten Nebraska i USA:s senat från april till november 1954.
Eva Bowring föddes som Eva Kelly i Missouri. Hon gifte sig 1911 med T.F. Forester och hette därefter Eva Forester. Hon gifte sig 1928 med Arthur Bowring och paret drev en ranch i Cherry County i Nebraska. Hon ledde de republikanska kvinnorna i Nebraska 1946-1954.
Senator Dwight Griswold avled 1954 i ämbetet och guvernör Robert B. Crosby utnämnde Bowring till senaten. Hon ställde inte upp i fyllnadsvalet senare samma år och efterträddes som senator av Hazel Abel. För första gången i USA:s historia hade en kvinna efterträtt en annan kvinna som senator.
Bowring avled 1985 och gravsattes på Gordon Cemetery i Gordon.